# Паславський Андрій Віталійович
Пасла́вський Андрі́й Віта́лійович — старший прапорщик Міністерства внутрішніх справ України.

## Нагороди
21 серпня 2014 року — за особисту мужність і героїзм, виявлені у захисті державного суверенітету та територіальної цілісності України, вірність військовій присязі під час російсько-української війни, відзначений — нагороджений орденом «За мужність» III ступеня.